# Artur Osman
Artur Osman (ur. 1 marca 1970 w Kielcach) – polski lekkoatleta, długodystansowiec, wielokrotny mistrz Polski.

## Osiągnięcia
Rozpoczął karierę od biegu na 3000 metrów z przeszkodami, w którym zdobył mistrzostwo Polski w 1991 i brązowy medal w 1992. Reprezentował Polskę w tej konkurencji w zawodach Superligi Pucharu Europy w 1993 w Rzymie, gdzie zajął 9. miejsce.
Później skoncentrował się na bieganiu na dłuższych dystansach. Był mistrzem Polski w półmaratonie w 2002, wicemistrzem w 2001 oraz brązowym medalistą w 1996 i 1997. W biegu przełajowym zdobywał mistrzostwo Polski w 1995, 1997, 1999 i 2003, wicemistrzostwo w 1993 i brązowe medale w 1994, 1996, 2001 i 2004. Startował w mistrzostwach świata w biegach przełajowych w 2003 w Lozannie na długim dystansie; zajął 42. miejsce.
Z powodzeniem startował w biegach maratońskich. Był zawodnikiem klubów: Granat Skarżysko-Kamienna, AZS-AWF Gdańsk, STS Skarżysko-Kamienna, Ekspres Katowice i Kielecki Klub Lekkoatletyczny.
W 2005 otrzymał dwuletnią dyskwalifikację za doping

## Rekordy życiowe
źródła:
- bieg na 5000 metrów – 14:02,99 s. (30 sierpnia 1991, Stargard Szczeciński)
- bieg na 3000 metrów z przeszkodami – 8:31,02 s. (11 sierpnia 1991, Zabrze)
- półmaraton – 1.03:44 s. (2 kwietnia 2005, Praga) oraz 1.03:13 s. (1 kwietnia 2001, Nyíregyháza – trasa biegu była krótsza od przewidzianej przepisami)[8]
- maraton – 2.11:46 s. (28 października 2001, Frankfurt)